# Sigismund Pichler
Sigismund Pichler (* 17. Oktober 1603 in Grieskirchen; † 17. März 1668 in Königsberg, Preußen) war ein deutscher Philosoph.

## Leben
Pichler war der Sohn des lutherischen Predigers Wolfgang Pichler, der als Archidiakon in Watzenkirch wirkte, und dessen Frau Babara Winckler, Tochter des Ratsherrn in Halstadt Valentin Winckler. Nach anfänglicher Schulausbildung hatte er 1618 das Gymnasium in Linz besucht und 1621 an der Universität Genf ein Studium aufgenommen. An die Universität Straßburg gewechselt, hatte er 1626 den akademischen Grad eines Magisters erworben und ein Studium der Rechtswissenschaften begonnen. Bald aber wurde er Hauslehrer des späteren Statthalters von Preußen Herzog Ernst Bogislaw von Croÿ. Mit diesem kam er über Jena, Leipzig und Wittenberg reisend an die Universität Greifswald, wo er das Kanzleramt verwaltete und an zwei Promotionen in der philosophischen Fakultät teilnahm.
Mit seinem Zögling war er auch nach Holland gereist und wurde 1640 zum Professor der praktischen Philosophie an die Universität Königsberg berufen. Hier wirkte er achtundzwanzig Jahre mit seinen Vorlesungen zur Politik und Ethik in diesem Amt, war mehrfach Dekan der philosophischen Fakultät und war im Sommersemester 1660 Rektor der Alma Mater. Seinen Leichnam bestattete man am 23. März im Professorengewölbe des Königsberger Doms und setzte ihm ein Epitaph. Von seinen überlieferten Schriften dürften eine Vielzahl von Disputationen im Hochschulbetrieb als Responent angefertigt worden sein. Ihm werden einige eigene Schriften zugeschrieben, die jedoch derzeit nicht nachweisbar sind. Er war auch von 1656 bis 1668 der Bibliothekar der Bibliothek des einstigen Kanzlers Martin von Wallenrodt in Königsberg.
Pilcher hatte sich drei Mal verheiratet.
Am 6. November 1643 hatte er Katharina (* 6. August 1624; † 31. Januar 1651), Tochter des Daniel Halbach von der Phorten geheiratet. Aus der Ehe sollen vier Kinder hervorgegangen sein.
1652 verheiratete er sich erneut mit Elisabeth Lux, Witwe des ersten kurfürstlichen Kammerministers Heinrich Bulbeck.
Am 1. Juni 1654 ging er seine dritte Ehe mit Ursula Greif (* 6. April 1614; † 26. Oktober 1676), Witwe des Paul von Dühren, ein.
Aus seinen Ehen sind als Kinder bekannt: Elisabeth (* 27. November 1652; † 9. Oktober 1672), Barbara († 31. Oktober 1650) und Maria († 26. Dezember 1650).

## Werke
- Disp. de Republica 1644
- Disp. de Legibus 1644
- Disp. de incrementis Rerumpublicarum 1646
- Disp. de statibus Rerumpublicarum 1647
- Disp. de ratione status Aristocratici vera 1652
- Disp. de praesagiis Rerumpublicarum 1657
- Disp. de non conteranendo in Republica exiguo 1662
- Disp. de Interregno 1663
- Disp. de Comitiis 1666
- Disp. de potentia Reipubhcae 1667
- Disp. de praemiie ac poenis, etc